# Escudo de Palestina
El escudo de Palestina es el escudo oficial compartido por el Estado de Palestina, la Autoridad Palestina y la instituciones que los conforman. Está basado en la figura del Águila de Saladino, en principio de plata aclarada de sable, aunque —en la versión adoptada por el Estado de Palestina— de oro aclarado de blanco, en cuyo centro cuelga un blasón con los colores de la bandera de Palestina colocados en palo. El águila reposa sobre una franja horizontal en la que aparece en árabe la palabra فلسطين (Palestina). Existe otra versión, extraoficial, que incluye las palabras دولة فلسطين (Dawlat Filasṭin: Estado de Palestina). Con ello, el escudo palestino guarda gran similitud —y de hecho se deriva— de los escudos de países como Egipto o Irak. En el caso de Egipto, la versión más reciente del escudo palestino usa los mismos colores que la versión egipcia adoptada en 1984.

## Historia y versiones
Hasta el 6 de enero de 2013, el escudo que representaba a la Autoridad Nacional Palestina llevaba las palabras السلطة الفلسطينية (Al-Sulṭa al-Filasṭīniyya, La Autoridad Palestina). Tras el reconocimiento por la ONU de Palestina como Estado observador no miembro el 30 de noviembre de 2012, hubo un esfuerzo por parte de los representantes palestinos para proceder al cambio de nombre de «Palestina» al de «Estado de Palestina», que a pesar de cierta oposición dentro de la ONU y para evitar una acción unilateral, finalmente se realizó a finales de diciembre de 2012. Subsiguientemente, un decreto promulgado el 5 de enero de 2013 por el presidente palestino Mahmud Abás estableció el nombre «Estado de Palestina», incluyendo una actualización del escudo nacional, ahora en color dorado. Mientras que el Estado de Palestina, que incluye los territorios e instituciones controlados por el gobierno palestino reconocido internacionalmente, ha adoptado el nuevo escudo, el gobierno de la actual Autoridad Palestina, también presidido por Abás, ha mantenido el escudo anterior, aunque sin la palabra «Autoridad» en la divisa.
Existe una versión alternativa del escudo, a veces confundida con el actual símbolo del Estado palestino, que incluye el Águila de Saladino en colores mixtos (negro y dorado), que sirve en la actualidad principalmente para actos oficiales del Ministerio del Interior palestino.